# Římskokatolická církev v Monaku

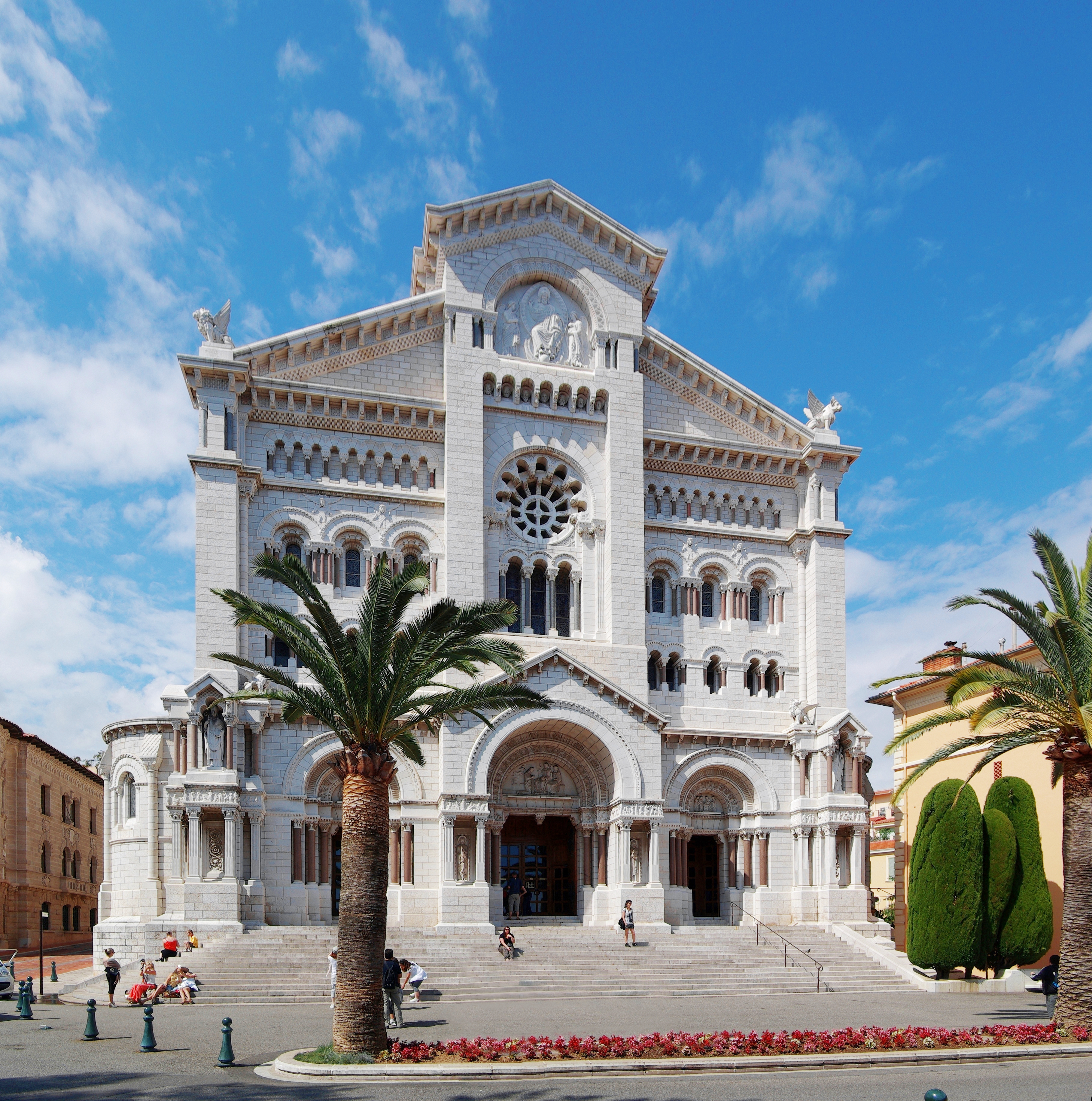
Monacká Katedrála Neposkvrněné Matky Boží

Římskokatolická církev představuje největší náboženskou organizaci Monaka, náleží k ní asi 90 % obyvatel knížectví.
Organizačně spadalo území Monaka původně pod francouzská biskupství, 15. března 1887 byla na jeho území vytyčena samostatná diecéze, 30. července 1981 pak byla povýšena na arcidiecézi. Arcibiskupové monačtí ovšem nemají titul metropolity a jejich arcidiecéze není součástí žádné provincie – podléhá přímo Svatému stolci.